# Казантипський природний заповідник
Казанти́пський приро́дний запові́дник (крим. Qazan Tip tabiat qoruğı) — природоохоронна територія в Автономній Республіці Крим.

## Історія
Заповідник створений Указом Президента України від 12 травня 1998 року № 458 на площі 450,1 гектари з метою збереження у природному стані типових та унікальних степових природних комплексів Азовського узбережжя Криму і прилеглої акваторії.
До окупації Криму перебував під управлінням Міністерства охорони навколишнього природного середовища України. У 2018 році окупаційна адміністрація наділила заповідник статусом державного природного заповідника і віднесла його у відання Мінприроди Росії.

## Розташування
Заповідник розташований в Автономній Республіці Крим, Керченський район, на північно-західному узбережжі Керченського півострова на мисі Казантип. З усіх боків він омивається водами Азовського моря і лише на півдні з'єднується із сушею вузьким піщаним перешийком.

## Природні умови
За схемою фізико-географічного районування територія заповідника входить до Кримського степового краю Південно-степової підзони Степової зони. Рослинність за геоботанічним районуванням належить до Керченського округу Приазовсько-Чорноморської підпровінції Причорноморської (Понтичної) степової провінції Європейсько-Азійської степової області.
Клімат цього району помірно континентальний, посушливий, з жарким літом (максимальна температура для мису Казантип становить +35,7 °C), із посухами і суховіями та короткою, досить теплою зимою з періодичними нетривалими морозами та непостійним сніговим покривом (мінімальна температура −22,3 °C). Середньорічна температура повітря у цьому районі становить +10,8 °C. Безморозний період триває 200 днів. Кількість річних опадів становить 400 мм, їх найбільше випадає у літньо-осінній період. Панують північно-східні вітри, які часто досягають сили ураганів, характерними є тумани та підвищена вологість повітря.
Мис Казантип — одна з найцікавіших геологічних пам'яток Криму. Він складений моховатковими вапняками із Membranipora lapidosa. Зовнішня кільцева гряда Казантипу схожа на давній атол, а плоске дно котловини — на осушену лагуну. Проте насправді мис — це типова випукла брахіантикліналь з пологим нахилом пластів на її крилах. Він являє собою кільцеподібний риф, що утворився як острів при повільному піднятті морського дна ще в сарматський та меотичний періоди. Кільцева гряда з рифових вапняків вийшла на денну поверхню, створивши характерну для мису казаноподібну форму рельєфу, завдяки якій він і отримав свою назву — «Казантип», що в перекладі з тюркської означає «дно казана». Узбережжя мису надзвичайно розчленоване. Поверхня багатьох зовнішніх схилів є складним чергуванням цирків, карстових воронок, тріщин та хаотичним нагромадженням скель. Невеликі бухти узбережжя закінчуються вапняковими обривами, що переходять у степ.

## Флора

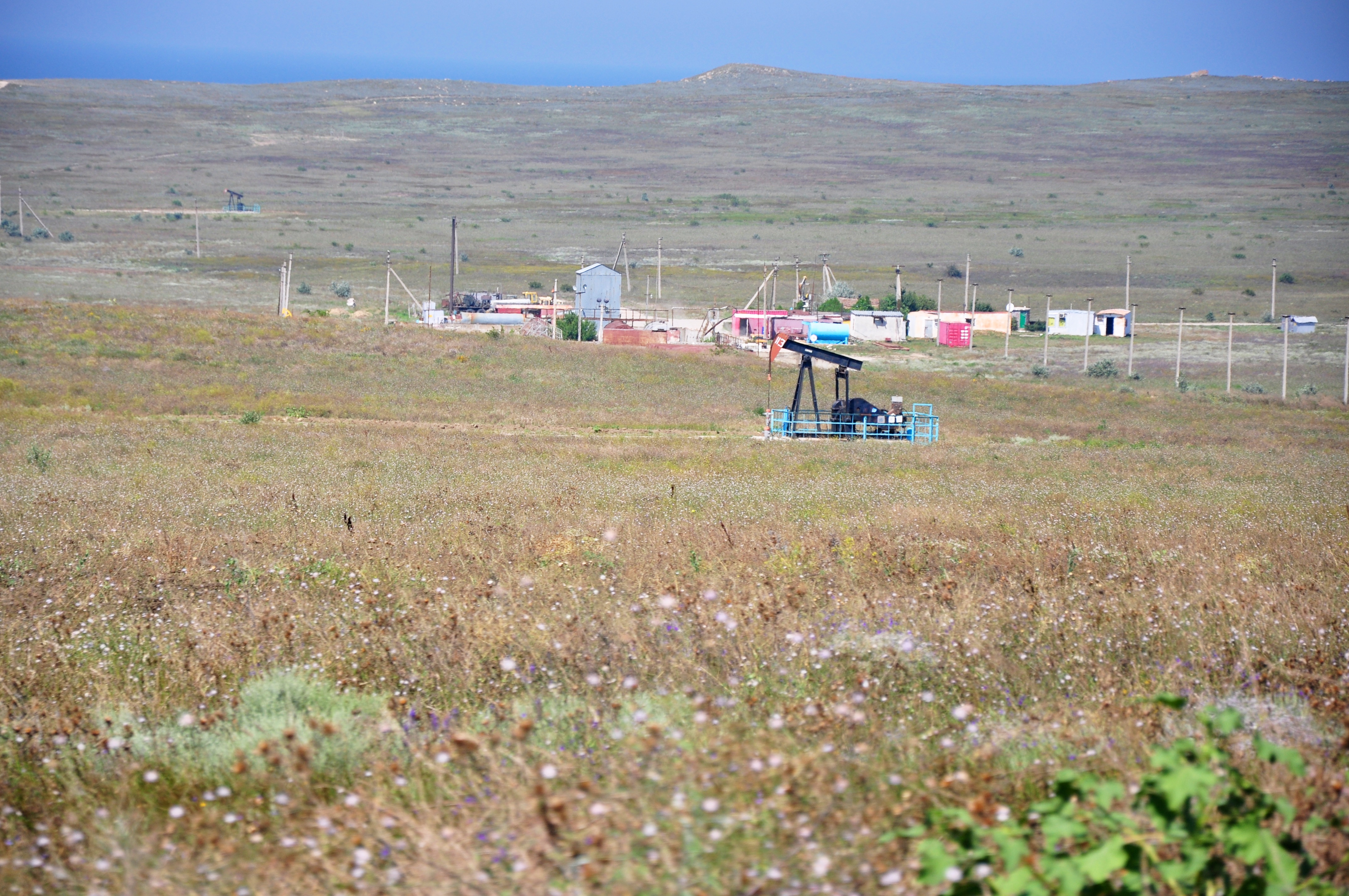
Нафтовидобування в Казантипському заповіднику

Всього у флорі Казантипу налічується 541 вид судинних рослин, що становить дещо більше 40 % флори рівнинного Криму або близько 60 % флори Керченського півострова. З них відмічено 3 вузьколокальних, 17 кримських, 28 кримсько-новоросійських, 2 кримсько-таманські та понад 50 причорноморських і приазовських ендемів. У флорі заповідника зареєстровано також 30 видів мохоподібних, 75 видів лишайників, 28 видів водоростей. Тут зростають також 14 видів справжніх грибів.
До Червоної книги України занесені 25 видів, що зростають у заповіднику: фіалка біла, катран мітрідатський, чебрець прибережний, волошка Талієва, офрис оводоносна, мачок жовтий, смілка Сирейщикова, півонія тонколиста, астрагал дніпровський, чебрець несправжньогранітний, асфоделіна жовта, тюльпан двоквітковий та Шренка, осінник пізньоцвітовий, холодок прибережний, плодоріжка пірамідальна, зозулинець різнобарвний, 5 видів ковили (дніпровська, Браунера, тирса, Лессінга та понтична), диктіота дихотомічна, ксантопармелія камчадальська та рамаліна рвана. Тут охороняються також 4 види рослин, занесені до Європейського червоного списку: бурачок чашечкоплодий, гвоздика ланцетна, катран мітрідатський та чебрець Дзевановського.

## Фауна

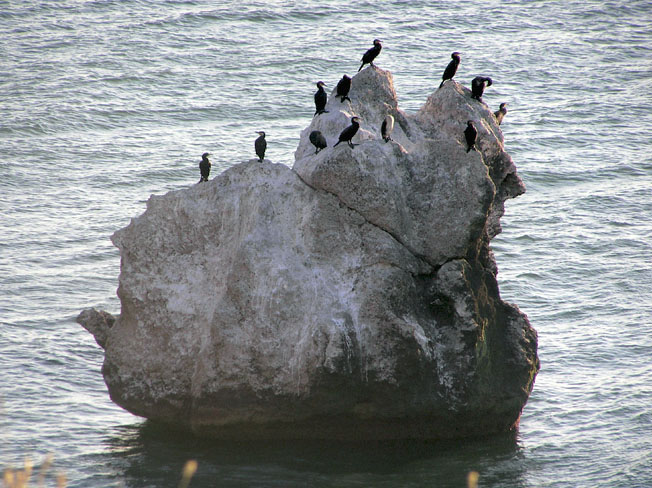

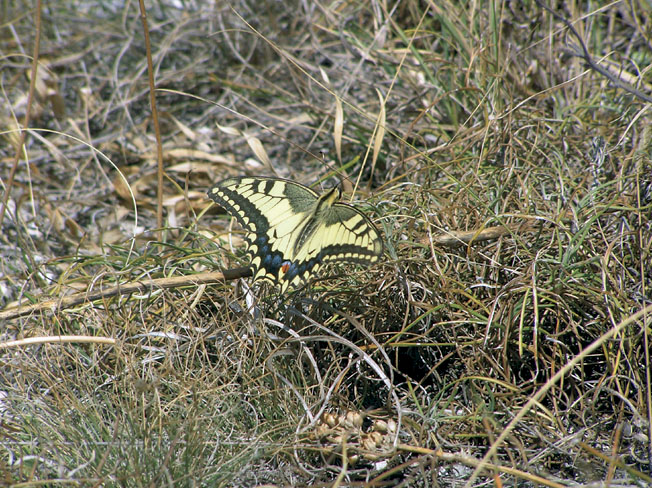

За попередніми даними тут зареєстровано 4 види ракоподібних, 19 — павукоподібних, 429 — комах. Хребетних тварин відмічено 188 видів, з них 80 видів риб, 1 вид земноводних, 4 — плазунів, 81 — птахів та 22 види ссавців. У заповіднику охороняються 6 видів тварин, занесених до Європейського червоного списку, 35 видів, занесених до Червоної книги України, та близько 50 видів, що підлягають особливій охороні згідно з Бернською конвенцією. Із «червонокнижних» безхребетних тут мешкають: мізида аномальна та мізида зубчаста, кріт морський, краб трав'яний; ембія реліктова; ліксус катрановий; зегрис Евфема, пістрянка весела, махаон, подалірій, аврора біла, шовкопряд Балліона; мегалодонт середній, арге Беккера тощо; із хордових: жовтопуз, полози жовточеревий і чотирисмугий, гадюка степова, ходулочник, кулик-сорока, огар, боривітер степовий, лунь польовий, підковоніс великий, тхір світлий тощо.
До території заповідника входить прибережно-аквальний комплекс біля м. Казантип (56 га) — типове для цього біогеографічного регіону водно-болотне угіддя. Воно належить до водно-болотних угідь міжнародного значення і є особливо цінним для підтримання біологічного різноманіття регіону, місцем зосередження галофітних біоценозів та морських макролітів, має велике значення для підтримання життєдіяльності водоплавних птахів: чаплі великої білої, чаплі малої білої та огаря, який тут гніздиться. Цей аквальний комплекс є важливим місцем нересту, нагулу та зимівлі аборигенних видів риб.

### Території ПЗФ, що входять до складу НПП
Нерідко, оголошенню національного парку або заповідника передує створення одного або кількох об'єктів природно-заповідного фонду місцевого значення. В результаті, великий НПП фактично поглинає раніше створені ПЗФ. Проте їхній статус зазвичай зберігають.
До складу території національного природного парку «Казантипський» входять такі об'єкти ПЗФ України:
- Гідрологічна пам'ятка природи місцевого значення «ПАК у мису Казантип»

## Розширення заповідника
Площа заповідника є незначною, і для підвищення ефективності охорони унікальних природних комплексів є потреба у розширенні його території за рахунок котловини м. Казантип, територій заказників «Астанійські плавні», «Караларський спеп» тощо, а також у створенні охоронної зони на акваторії Азовського моря біля м. Казантип.